# Riz Levente
Riz Levente (Budapest, 1974. december 2. – Budapest, 2019. szeptember 19.) magyar politológus, történész, politikus, 2006-tól 2019-ig Budapest XVII. kerülete (Rákosmente) polgármestere, 2010–2014 között országgyűlési képviselő.

## Tanulmányai
Középiskolai tanulmányait a XVII. kerületi egykori Fürst Sándor (ma Balassi Bálint) Gimnáziumban végezte. Tanulmányait az ELTE Bölcsészettudományi Karon (ELTE BTK) folytatta, ahol történelem, politológia és összehasonlító irodalomtudomány szakon szerzett diplomát. Nem sokkal később letette a közigazgatási alapvizsgát, majd a közigazgatási szakvizsgát is.

## Életpályája
1997-től dolgozott a Fideszben. Előbb mint a parlamenti frakció szakértője, majd 1998–2002 között az Oktatási Minisztériumban mint miniszteri tanácsadó. Közben a Fidesz elnöki kabinetjének munkatársa is volt egy ideig. 2002-től a frakció oktatási szakértőjeként tevékenykedett. A XVII. kerületi Fidesz-csoportnak 2005-től volt elnöke.
A 2006-os önkormányzati választáson 53,92%-os részvételi arány mellett, 15 763 szavazattal megválasztották a kerület polgármesterévé az azt 2002 óta irányító Hoffmann Attilával (MSZP-SZDSZ) szemben, aki alig több, mint 300 szavazattal maradt alul. Riz egyúttal a Fidesz fővárosi listáján bejutott a Fővárosi Közgyűlésbe is.
A 2010-es országgyűlési választáson a Fidesz jelöltjeként a budapesti 25. választókerületben egyéniben induló Riz már az első fordulóban elnyerte a mandátumot, 56,84%-os támogatottsággal. Az őszi önkormányzati választáson több mint  kétharmados arányban választották újra kerületi polgármesternek, és ezt a pozíciót a 2014-es választáson is megőrizte.
1997 és 2009 között a rákoskeresztúri Pál Apostol Katolikus Általános Iskola és Gimnázium tanáraként is dolgozott.
2019. augusztus 13-án Riz Levente bejelentette, hogy egészségügyi okok miatt nem indul újra a 2019-es önkormányzati választáson. Egy hónap múlva, szeptember 19-én elhunyt.

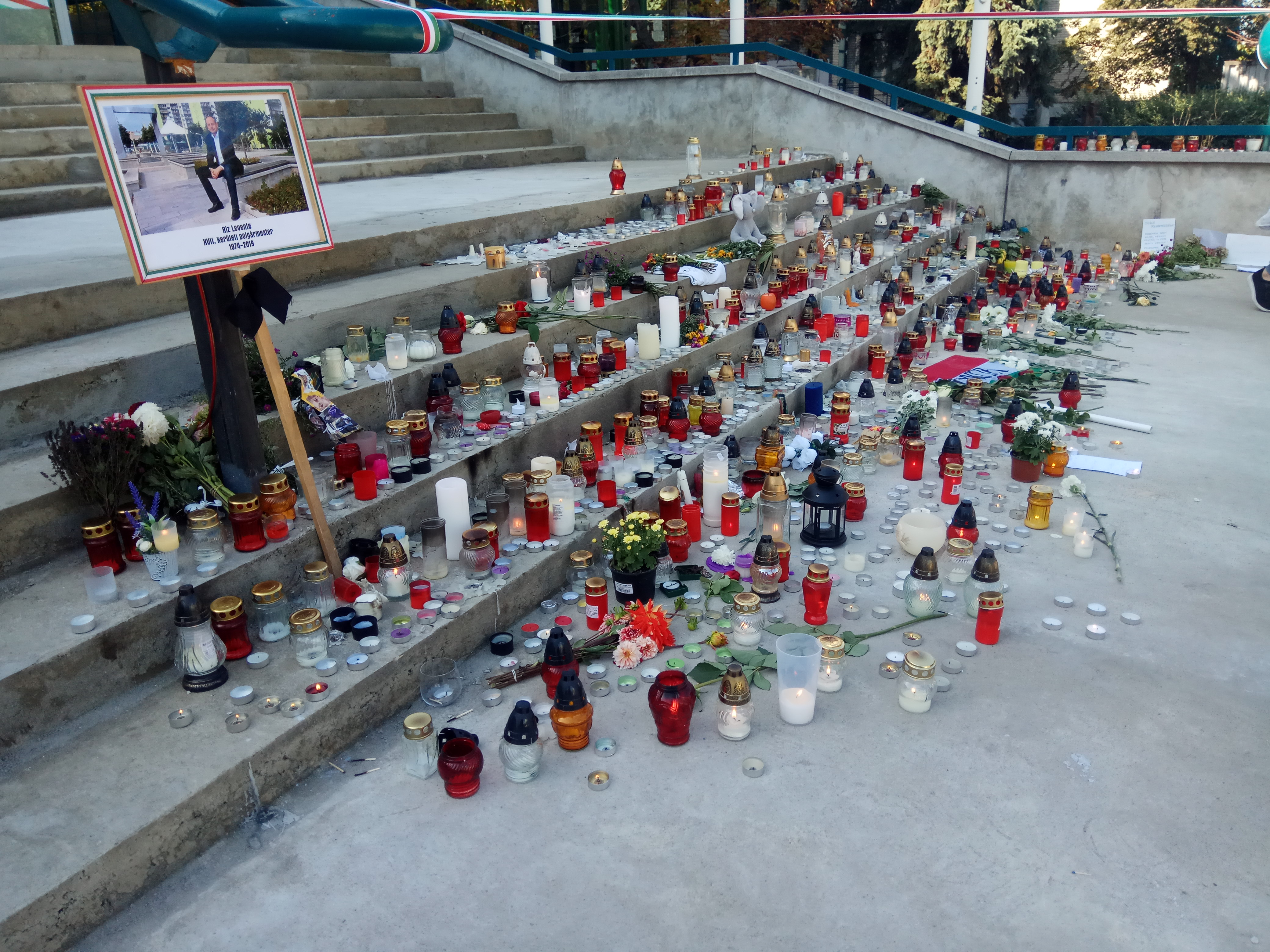
Riz Levente emlékére gyújtott gyertyák Rákosmente városházának lépcsőjén

2019. szeptember 30-án kísérték utolsó útjára a pestszentlőrinci temetőben, ahol katolikus szertartás szerint búcsúztatták. A búcsúztatók között volt többek között Tarlós István Budapest főpolgármestere is. A 2019-es önkormányzati választást Horváth Tamás fideszes alpolgármester nyerte a választást Budapest XVII. kerületében, így ő lett az utóda.

## Eredményei a polgármester-választásokon
- 2006: 1. Riz Levente (44,54%) - 2. Dr. Hoffmann Attila (43,63%)
- 2010: 1. Riz Levente (69,53%) - 2. Hrutka Zsolt (18,98%)
- 2014: 1. Riz Levente (64,8%) - 2. Gy. Németh Erzsébet (19,69%)

## Emlékezete
Róla nevezték el Budapest XVII. kerületében a  2022-ben megnyitott Riz Levente Sport- és Rendezvényközpontot.

## Portréja
- Jobboldali Budapest – Riz Levente[10]

## Díjai, elismerései
- Budapest díszpolgára (2020) /posztumusz/